# Труро Сити
«Труро Сити» (англ. Truro City FC) — английский футбольный клуб из города Труро, в графстве Корнуолл. Играет в Южной Футбольной Конференции, шестой по силе футбольной лиге Англии. Матчи клуб проводит на стадионе «Тревью Роуд».

## История
В 1889 году «Труро Сити» стал одним из членов-основателей Корнуолльской футбольной ассоциации (CCFA). Позже, в 1889 году он сыграл свой первый матч против «Пенцазента», выиграв со счётом 7:1. Шесть лет спустя, в 1895 году, он выиграл свой первый трофей, Старший кубок Корнуолла, победив в финале «Лаункестон» со счётом 5:0. Команда является членом-основателем Юго-Западной лиги (1951 год), но в первые годы игры в ней клуб стал аутсайдером первенства. Однако, в конечном счёте «Труро Сити» выигрывал чемпионат пять раз.
В сезоне 2005/06 клуб финишировал на втором месте в Юго-Западной лиге и был повышен в Первую Западную Лигу, где стал чемпионом в первом же сезоне. Он также выиграл Вазу футбольной ассоциации в сезоне 2006/07, победив в финале АФК «Тоттон» со счётом 3:1 на стадионе «Уэмбли», на матче присутствовало более 30 тысяч зрителей.
В свой первый сезон в Западной премьер-лиге «Труро Сити» выиграл турнир и перешёл в Южную конференцию. Он стал первой командой из Корнуолла, которой это удалось и которая играет в первой десятке футбольных лиг Англии. В конце сезона 2007/08, после повышения клуба в Южную Конференцию и отставки Дэйва Леонарда был назначен новый президент клуба, Кевин Хини. После отставки Дэйва Ньютона оставшуюся часть сезона обязанности тренера исполнял спортивный директор Крис Уэбб.
Хини владеет девелоперской компанией. Хини считает, что «Труро Сити» смог бы повыситься в классе, но он также заявил, что надеется продать клуб, прежде чем он достигнет этого уровня. Тем не менее Хини пообещал, что и дальше будет спонсировать клуб.
В мае 2008 года бывший тренер «Плимута» и «Эксетер Сити» Шон Маккарти был назначен новым наставником «Труро Сити», а Дейв Ньютон стал работать в качестве его помощника. 7 декабря 2009 года Шон Маккарти покинул клуб по обоюдному согласию с руководством после поражения со счётом 7:2 в гостях от «Стоурбриджа». В том сезоне «Труро Сити» выбыл из Футбольной конференции. 22 декабря 2009 года клуб назначил на вакантную должность тренера Кайла Туза, зарплата которого составляла 5000 фунтов, позже и он ушёл в отставку. 29 декабря 2009 года на должность тренера был назначен Стивен Томпсон, но 29 марта 2010 года он покинул клуб по обоюдному согласию с руководством после того, как «Труро Сити» выиграл только пять из 18 матчей.

Эмблема «Труро Сити» с 2004 по 2013 год.

В июне 2010 года на пост главного тренера был назначен Ли Ходжс. 23 апреля 2011 года «Труро Сити» снова перешёл в Южную Конференцию.

### Финансовые проблемы
25 августа 2011 года клуб мог быть ликвидирован из-за задолженности по налогам более чем £ 100000. До этого президент Кевин Хини опроверг слухи о продаже клуба. Клуб должен был заплатить налоги до 16 января 2012 года, однако, за два часа до суда налоги были уплачены.
Ещё одна заявка о ликвидации клуба была подана 30 марта 2012 года. Слушания состоялись 30 апреля, когда клуб был должен заплатить £ 51000 компании «HM Revenue» и таможне. Задолженности должны были быть погашены к 25 июня 2012 года, но ходатайство было отклонено, когда долг был выплачен. Есть слухи, что у «Труро Сити» есть задолженности на сумму около £ 700000, но клуб оспаривает эти утверждения.
Президент Кевин Хини ушёл в отставку 24 августа 2012 года после того, как был объявлен банкротом. Он был заменён заместителем президента Крисом Уэббом. 31 августа игроки клуба бойкотировали матч против «Борем Вуд» и заявили, что им не платили зарплату. 3 сентября HMRC подал в суд на клуб из-за задолженности в £ 15000, за это с клуба было снято 10 очков.
11 октября 2012 года «Труро Сити» не заплатил в срок £ 50000, которые позволили бы клубу продолжить выступление в Южной Конференции. За это они должны были быть исключены из лиги. Матч в Труро против «Дувр Атлетик» 13 октября был отменён. Тем не менее, 12 октября Конференция дала клубу ещё на неделю, чтобы выплатить долги. Вопрос о членстве в конференции должен был быть вновь рассмотрен 18 октября. Утром 19 октября долги не были оплачены, и клуб должен был быть исключён из Конференции, но в тот же день бизнесмены Пит Мейстерс и Филипп Перримен заплатили указанную сумму. Они подписали сделку о покупке клуба 14 декабря 2012 года.

## Стадион
«Труро Сити» играет на стадионе «Тревью Роуд». Клуб играет на нём с середины 1950-х годов. До начала расширения дороги, рядом с которой стоит стадион, «Тревью Роуд» вмещал более 3000 зрителей. В настоящее время стадион вмещает 3500 человек.
В 2005 году клуб объявил о планах построить новый 16000-местный стадион, но жители домов около дороги Тревью были против. В 2006 году клуб обнародовал планы по постройке спортивного комплекса стоимостью 7 миллионов фунтов. В 2006 году клуб начал строить учебно-спортивный комплекс, клуб также хотел построить гостиницу. В 2007 году городской совет отказал команде в постройке стадиона. В настоящее время разрабатывается план постройки новой арены.

## Достижения
- Ваза футбольной ассоциации
  - Победитель: (1): 2006-07
- Южная футбольная лига
  - Победитель (1): 2010-11
  - Победитель плей-офф (1): 2014-15
- Юго-западная лига
  - Победитель(1): 2008-09
- Западная премьер-лига
  - Победитель (1): 2007-08
- Первый западный премьер дивизион
  - Победитель (1): 2006-07
- Юго-западная лига
  - Победитель (5): 1960-61, 1969-70, 1992-93, 1995-96, 1997-98
  - Второе место (7): 1954-55, 1962-63, 1966-67, 1967-68, 1970-71, 1996-97, 2005-06
- Юго-западный кубок
  - Победитель (3): 1959-60, 1966-67 (совместно), 1992-93
  - Второе место (6): 1954-55, 1958-59, 1967-68, 1993-94, 1996-97, 1997-98
- Старший кубок Корнуолла
  - Победитель (15): 1894-95, 1901-02, 1902-03, 1910-11, 1923-24, 1926-27, 1927-28, 1937-38, 1958-59, 1966-67, 1969-70, 1994-95, 1997-98, 2005-06, 2006-07, 2007-08
- Благотворительный кубок Корнуолла
  - Победитель (11): 1911-12, 1912-13, 1919-20, 1925-26, 1928-29, 1929-30, 1930-31, 1932-33, 1949-50, 1964-65, 1980-81
  - Второе место (9): 1905-06, 1909-10, 1910-11, 1913-14, 1924-25, 1937-38, 1957-58, 1966-67, 2002-03

## Рекорды
- Лучший сезон в Кубке Англии — 2009-10 (Третий отборочный раунд)
- Лучший сезон в Трофее Футбольной ассоциации: Первый раунд (2009-10)
- Лучший сезон в Вазе футбольной ассоциации: Победители (2006-07)
- Наибольшее количество голов в сезоне: 185 (2006-07, западная футбольная лига Первый дивизион, 42 игры)
- Наибольшее количество очков в сезоне: 115 (2006-07, западная футбольная лига Первый дивизион, 42 игры)

## Состав
Состав «Труро Сити» на 12 августа 2015.

| № |             | Поз. | Имя          | Год рождения |
| - | ----------- | ---- | ------------ | ------------ |
|   | Флаг Англии | Вр   | Том МакХейл  |              |
|   | Флаг Англии | Вр   | Мартин Райс  |              |
|   | Флаг Англии | Защ  | Джек Эш      |              |
|   | Флаг Англии | Защ  | Роб Фаркинс  |              |
|   | Флаг Англии | Защ  | Эрран Пью    |              |
|   | Флаг Англии | Защ  | Шейн Уайт    |              |
|   | Флаг Англии | ПЗ   | Аарон Доусон |              |
|   | Флаг Англии | ПЗ   | Шейн Крэк    |              |
|   | Флаг Англии | ПЗ   | Эд Палмер    |              |
|   | Флаг Англии | ПЗ   | Райан Бретт  |              |
|   | Флаг Англии | ПЗ   | Коди Кук     |              |

| № |             | Поз. | Имя              | Год рождения |
| - | ----------- | ---- | ---------------- | ------------ |
|   | Флаг Англии | ПЗ   | Дэн Грин         |              |
|   | Флаг Англии | ПЗ   | Крейг Дафф       |              |
|   | Флаг Англии | Нап  | Лес Аффул        |              |
|   | Флаг Англии | Нап  | Джош Саутуэй     |              |
|   | Флаг Англии | Нап  | Мэтт Райт        |              |
|   | Флаг Англии | Нап  | Исаак Васселл    |              |
|   | Флаг Англии | Нап  | Эд Харрисон      |              |
|   | Флаг Англии | Нап  | Мейсон Хьюз      |              |
|   | Флаг Англии | Нап  | Тони Ли          |              |
|   | Флаг Англии | Нап  | Коннор Райли-Лоу |              |